# Bryan Sola Zambrano
Bryan Sola Zambrano, född 3 april 1992, är en ecuadoriansk roddare.
Sola Zambrano tävlade för Ecuador vid olympiska sommarspelen 2016 i Rio de Janeiro, där han slutade på 28:e plats i singelsculler.